# 윤석천 (정치인)
윤석천(尹錫千, 1935년 5월 21일~2009년 5월 18일)은 대한민국의 정치인이다. 제5·6대 부산광역시 금정구청장을 역임하였다. 부산광역시 금정구 청룡동 출생이다.

## 학력
- 1942.03~1949.02 청룡국민학교 졸업
- 1949.03~1952.02 금정중학교 졸업
- 1952.03~1955.02 부산원예고등학교 졸업

### 비학위 수료
- 부산대학교 행정대학원 최고행정관리자 과정 수료
- 부산대학교 환경대학원 최고환경관리자 과정 수료
- 부산대학교 산업대학원 최고산업전략 과정 수료
- 부산대학교 경영대학원 최고경영자 과정 수료
- 부산대학교 언어연구원 국제사회지도자 과정 수료

## 경력
- 1961.12 공무원 임용
- 부산시 공업계장
- 부산시 문화계장
- 부산시 금정구청 사회과장
- 부산시 금정구청 재무과장
- 부산시 금정구청 총무과장
- 부산시 금정구청 총무국장
- 부산시 금정구청 문화원장
- 청룡초등학교 총동창회장
- 금정중학교 총동창회장
- 부산전자공업고등학교 총동창회 고문
- (사)한국환경운동 부산총괄본부장
- 민주자유당 부산시당 금정구 지구당 부위원장
- 한나라당 부산시당 금정구 갑 지구당 부위원장
- 한나라당 부산시당 금정구 을 지구당 중앙위원
- 1995.07~1998.06 제5대 부산광역시 금정구청장
- 1998.05. 한나라당 탈당
- 1998.07~2000.11 제6대 부산광역시 금정구청장
- 2000.02.08 자유민주연합 입당

## 역대 선거 결과
|  | 55.95% |

|  | 42.49% |

|  | 5.52% |

| 전임 박종식 | 제5·6대 부산광역시 금정구청장(민선) 1995년 7월 1일~2000년 11월 10일 | 후임 (권한대행)이동환 (재보궐)김문곤 |